# Рабинер, Лоренс
Лоренс Рабинер (англ. Lawrence R. Rabiner; 28 декабря 1943, Нью-Йорк) — инженер AT&T, учёный в области цифровой обработки сигналов и распознавания речи. Член Национальной академии наук США. Занимается исследованиями и преподаёт в Рутгерском и Калифорнийском университетах.

## Биография
Лоренс Рабинер родился в Бруклине в 1943 году. Окончил Массачусетский технологический институт, получив степени бакалавра, магистра (1964) и доктора философии (1967) по электротехнике. С 1967 года работал в исследовательском отделе AT&T. Покидая фирму в 2002 году, Рабинер занимал пост вице-президента отдела НИОКР.

## Награды и премии
- Член Американского акустического общества, 1970
- Paper Award of IEEE Group on Audio and Electroacoustics, 1971
- Eta Kappa Nu Outstanding Young Electrical Engineer Award — Honorable Mention, 1972
- ASA Biennial Award, 1974
- IEEE Fellow, 1976
- IEEE ASSP Achievement Award, 1978
- Премия Эмануэля Пиора, 1980
- IEEE ASSP Society Award, 1980
- Избрание членом Национальной инженерной академии США, 1983
- IEEE Centennial Award, 1984
- AT&T Bell Laboratories Fellow, 1989
- Избрание членом Национальной академии наук США, 1990
- Speech Processing Magazine Award of the IEEE, 1994
- AT&T Patent Award, 1995
- AT&T Fellow Award, 1996
- IEEE Millennium Medal, 1999
- IEEE Kilby Medal, 1999